# Frísio-holandês

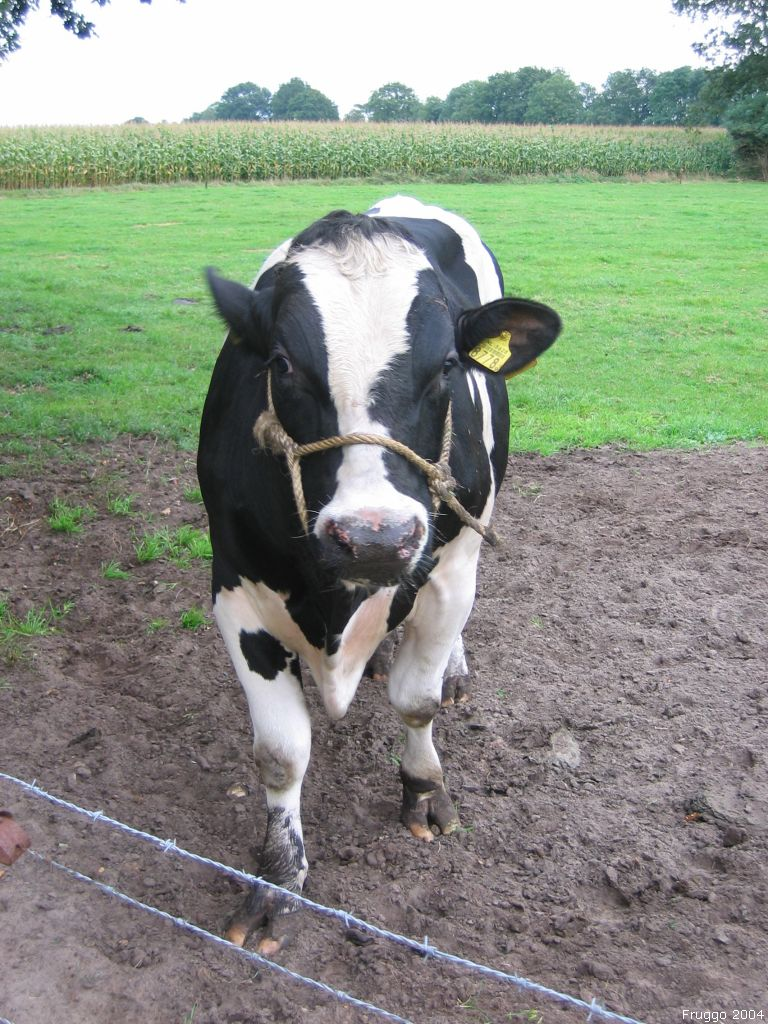
Gado holandês

Frísio-holandês é uma raça de gado originária dos Países Baixos.
Antigamente grande parte do gado holandês era composto por esses animais malhados de preto-branco. Trata-se de uma raça de dupla finalidade, o que significa que são adequados tanto para a produção de carne como de leite. Atualmente, a maioria dos agricultores holandeses especializados na pecuária leiteira ou na produção de carne possuem a raça Holstein-Frísia. Esta raça surgiu a partir da raça frísia-holandesa.